# دو ۶۰ متر

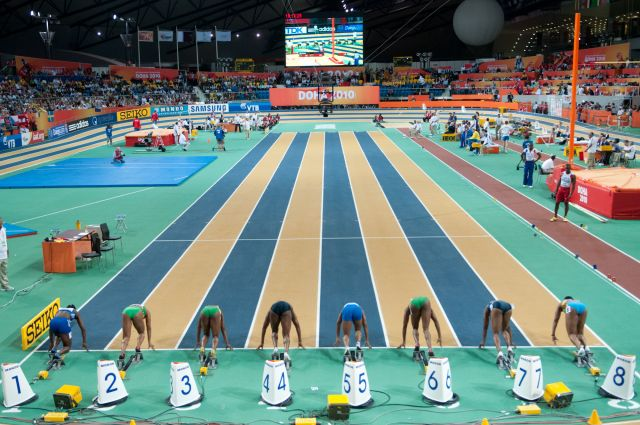
استارت دو ۶۰ متر زنان در قهرمانی داخل سالن جهان ۲۰۱۰ دوحه

دو ۶۰ متر یکی از رشته‌های دو سرعت است که معمولاً در مسابقات دو و میدانی داخل سالن برگزار می‌شودرکوردآسیا دراین ماده با6ثانیه و51صدم ثانیه دراختیارحسین تفتیان ازایران است این رشته معادل دو ۱۰۰ متر است که در ورزشگاه‌های فضای باز برگزار می‌شود و شرکت‌کنندگان آن هم معمولاً همان دوندگان دو ۱۰۰ متر هستند. از آنجا که مسافت ۱۰۰ متری بدون قوس در سالن‌های ورزشی وجود ندارد در نتیجه دو ۱۰۰ متر در مسابقات داخل سالن برگزار نمی‌شود و به جای آن ۶۰ متر سرعتیترین ماده این رقابتهاست. دو ۶۰ متر در دو المپیک ۱۹۰۰ و ۱۹۰۴ برگزار شد اما پس از آن از برنامه مسابقات المپیک کنار گذاشته شد. با توجه به اینکه مسابقات دو ۶۰ متر فقط حدود ۷ ثانیه طول می‌کشد و این زمانیست که تازه بدن انسان به حداکثر سرعت خود می‌رسد مهمترین چیز در این رشته داشتن استارت بسیار خوب و شتاب‌گرفتن در کوتاه‌ترین زمان است.
رکورد دو ۶۰ متر مردان با۶:۳۴ به کریستین کلمن دونده آمریکایی تعلق دارد و رکورد زنان نیز در اختیار ایرینا پریوالوا دونده روس با زمان ۶:۹۲ است.

## رکورد قاره‌های مختلف
| قاره                           | مردان   | مردان              | مردان               | زنان  | زنان                  | زنان                                      |
| قاره                           | زمان    | ورزشکار            | ملیت                | رکورد | ورزشکار               | ملیت                                      |
| ------------------------------ | ------- | ------------------ | ------------------- | ----- | --------------------- | ----------------------------------------- |
| آفریقا                         | ۶٫۴۵[A] | لئونارد مایلز-میلز | غنا                 | ۶٫۹۹  | موریل آهوری           | ساحل عاج                                  |
| آسیا                           | ۶٫۵۹    | حسن حیدرپور        | ایران               | ۶/۷۴  | سوسانتیکا جایاسینگه   | سری‌لانکا                                  |
| اروپا                          | ۶٫۴۲    | دواین چمبرز        | بریتانیا            | ۶٫۹۲  | ایرینا پریوالوا       | روسیه                                     |
| آمریکای شمالی، مرکزی و کارائیب | ۶٫۳۹    | موریس گرین         | ایالات متحده آمریکا | ۶٫۹۵  | گیل دیورز ماریون جونز | ایالات متحده آمریکا · ایالات متحده آمریکا |
| اقیانوسیه                      | ۶٫۵۲    | متیو شیریوینگتون   | استرالیا            | ۷٫۳۰  | سالی مک‌للان           | استرالیا                                  |
| آمریکای جنوبی                  | ۶٫۵۲    | ژوزه کارلوس موریرا | برزیل               | ۷٫۱۹  | فرانسیلا کراسوکی      | برزیل                                     |

- A  این رکورد در ارتفاع بالا ثبت شده‌است.[۱]